# El Potrero, Ixcateopan de Cuauhtémoc
El Potrero är en ort i Mexiko.   Den ligger i kommunen Ixcateopan de Cuauhtémoc och delstaten Guerrero, i den södra delen av landet, 130 km sydväst om huvudstaden Mexico City. El Potrero ligger 2 042 meter över havet och antalet invånare är 125.
Terrängen runt El Potrero är huvudsakligen kuperad, men österut är den bergig. Runt El Potrero är det ganska tätbefolkat, med 86 invånare per kvadratkilometer. Närmaste större samhälle är Taxco de Alarcón, 18,5 km nordost om El Potrero. I omgivningarna runt El Potrero växer huvudsakligen savannskog.